# OpenLink Virtuoso
Virtuoso Universal Server е мидълуер и базиран на база данни хибрид, който съчетава функционалността на традиционен РСУБД, ОРСУБД, виртуална база данни, RDF, XML, свободен-текст, сървър за уеб приложения и функционалност на файлов сървър в една система. Вместо да са наети сървъри за всяка еднa от посочените по-горе функционалности, Virtuoso е „универсален сървър“, той позволява единичен многонишков сървърен процес, който имплементира множество протоколи. Изданието с отворен код на Virtuoso Universal Server е известен също като OpenLink Virtuoso. Софтуерът е разработен от OpenLink Software с Kingsley Uyi Idehen и Ори Ерлинг като ръководител на софтуерните инженери.